# 室外手球

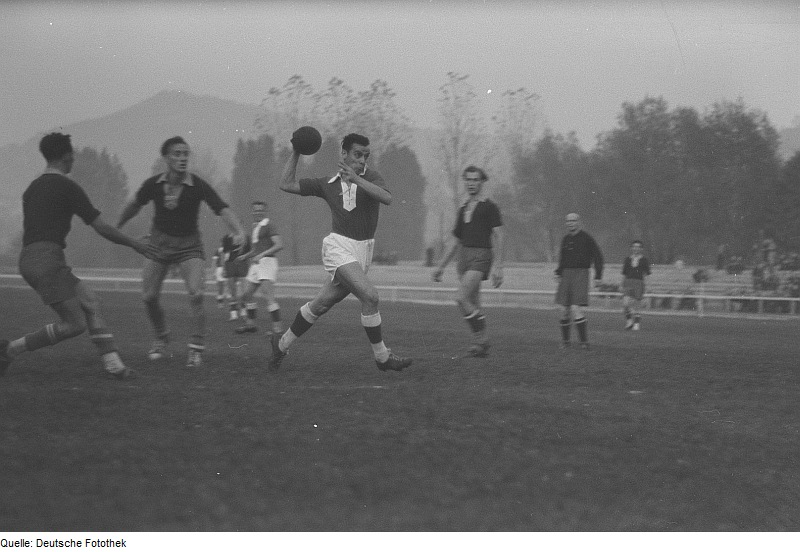
一場進行中的室外手球賽（攝於1953年）

室外手球（Field Handball）是現代手球運動的雛型，曾為1936年於德國柏林舉行的夏季奧林匹克運動會正式比賽項目之一。由於比賽雙方各由十一名隊員組成，故又稱為「十一人制手球」。

## 歷史發展
室外手球起源於19世紀末的歐洲北部，亦於當地廣為流行；然而，由於北歐地區位處寒帶，往往不能頻繁進行室外運動。於是，北歐當地漸漸發展出在室內進行的手球運動，而室外手球反而在中歐，尤其是德語地區逐漸流行。1938年起，室外手球及室內手球同時舉辦著各自的世界手球錦標賽，分庭抗禮的形勢持續至1950年代；此後，由於室外手球缺乏國際手球聯合會的支持而慢慢式微，室外手球女子和男子的世界錦標賽，亦相繼於1960年及1966年後停止舉辦。

## 比賽場地

室外手球場地尺規示意圖

室外手球在戶外的草地球場（與足球場類似）進行，場地約90至110米長，55至65米闊；場中離兩邊球門35米處各有兩條平行線，將球場分為三部份。每支比賽隊伍最多只能有六名球員同時進入同一部份的場地。
球門高2.44米，闊7.32米。球門區位於球門前方，為一半徑13米的半圓形，由球門線劃分；而罰球點則位於球門正前方14米。